# Wybory samorządowe w Macedonii w 2009 roku
Wybory samorządowe w Macedonii odbyły się 22 marca 2009 wraz z pierwszą turą wyborów prezydenckich. Macedończycy wybierali skład 84 rad miejskich i burmistrzów.
Lokale wyborcze były czynne od 7:00 do 19:00. Obfite opady śniegu spowodowały, że 134 z 3 tysięcy lokali wyborczych nie zostało otwartych. W miejscach tych zarejestrowanych było 12,5 tysięcy wyborców, czyli mniej niż 1% uprawnionych do głosowania. Głosowanie zostanie tam powtórzone w ciągu dwóch tygodni. Uprawnionych do głosowania było 1,8 mln ludzi. Wyborom przyglądało się prawie 7 tysięcy krajowych i około 500 zagranicznych obserwatorów, w tym obserwatorzy z OBWE. Wybory odbywały się w warunkach zaostrzonych środków bezpieczeństwa. Władze nie chciały dopuścić do powtórzenia sytuacji, jaka miała miejsce podczas wyborów parlamentarnych w 2008, kiedy to w wielu punktach kraju doszło do starć między rywalizującymi partiami albańskimi.